# Louis-Charles Thouin
Pour les articles homonymes, voir Thouin.
Louis-Charles Thouin est un conseiller en sécurité financière et homme politique québécois, élu député de Rousseau à l'Assemblée nationale du Québec sous la bannière du Coalition avenir Québec (CAQ) lors des élections générales du 1er octobre 2018. 
En mars 2021, il est exclu du caucus de la CAQ et siège comme indépendant jusqu'en septembre 2021 pendant une enquête de l'UPAC où il est finalement blanchi.

## Biographie
Né en 1970 ou 1971, Louis-Charles Thouin est maire de la municipalité de Saint-Calixte de 2009 à 2017 et est préfet suppléant de la MRC de Montcalm de 2013 à 2017, puis préfet de 2017 à 2018. Il est aussi nommé par ses pairs président de la Table des préfets de Lanaudière de 2017 à 2018. Il détient une maitrise en administration publique de l'École nationale d'administration publique. Thouin est auparavant conseiller en sécurité financière pour la Banque nationale du Canada et directeur chez Industrielle Alliance. Thouin est aussi impliqué dans les activités communautaires et politiques locales, et remet notamment 245 210 $ (CAD) à plusieurs organismes de sa région en mars 2021.
En 2013, il remporte le prix Jean-Marie Moreau de Fédération québécoise des municipalités remis au maire qui fait preuve d'implication exceptionnelle pour ses citoyens. En 2014, alors qu'il est maire, une paroi de retenue du Lac Desnoyers cède, menaçant une inondation, mais elle est finalement contenue. En 2015, toujours en tant que maire de Saint-Calixte, Thouin s'oppose à un projet de lignes électriques, considérant que le bruit produit par ceux-ci nuit aux résidents.
Lors des élections fédérales du 19 octobre 2015, il se présente pour le Parti libéral du Canada dans la circonscription de Montcalm où il est défait par le candidat du Bloc québécois, Luc Thériault. Il termine deuxième à 4 921 voix de différence du gagnant.
Le 1er octobre 2018, il est élu député de Rousseau à l'Assemblée nationale du Québec sous la bannière de la Coalition avenir Québec.
Le 30 mars 2021, Thouin se retire temporairement du caucus de la CAQ à la suite d'accusations d'apparences de conflit d'intérêts pour son rôle dans la modification du schéma d'aménagement de la municipalité régionale de comté dont il était préfet. Alors qu'au début des révélations, le premier ministre François Legault le défend, un avis de vérifications de l'Unité permanente anticorruption (UPAC) lui fait changer d'idée, et le parti convient de l'exclure du caucus le temps que la lumière soit faite sur les allégations. La commissaire à l'éthique et à la déontologie Ariane Mignolet juge finalement que Thouin n'a pas fait preuve de conflit d'intérêts, mais qu'il a manqué de clairvoyance, et le blanchit subséquemment en avril 2021. Finalement, le 14 septembre 2021, l'UPAC aussi blanchit Thouin et il réintègre le caucus de la CAQ.
Louis-Charles Thouin est réélu lors des élections du 3 octobre 2022.

## Résultats électoraux
|                                                                                               | Nom                            | Parti            | Nombre de voix | %      | Maj.  |
| --------------------------------------------------------------------------------------------- | ------------------------------ | ---------------- | -------------- | ------ | ----- |
|                                                                                               | Louis-Charles Thouin (sortant) | Coalition avenir | 14 117         | 50,6 % | 9 132 |
|                                                                                               | Pierre Vanier                  | Parti québécois  | 4 985          | 17,9 % | -     |
|                                                                                               | Gisèle Desroches               | Conservateur     | 4 180          | 15 %   | -     |
|                                                                                               | Ernesto Castro Roch            | Québec solidaire | 3 667          | 13,1 % | -     |
|                                                                                               | Estelle Regina Lokrou          | Libéral          | 963            | 3,5 %  | -     |
| Total                                                                                         | Total                          | Total            | 27 912         | 100 %  |       |
| Le taux de participation lors de l'élection était de 61,5 % et 580 bulletins ont été rejetés. |                                |                  |                |        |       |

|                                                                                               | Nom                       | Parti               | Nombre de voix | %      | Maj.  |
| --------------------------------------------------------------------------------------------- | ------------------------- | ------------------- | -------------- | ------ | ----- |
|                                                                                               | Louis-Charles Thouin      | Coalition avenir    | 14 464         | 53,2 % | 7 304 |
|                                                                                               | Nicolas Marceau (sortant) | Parti québécois     | 7 160          | 26,4 % | -     |
|                                                                                               | Hélène Dubé               | Québec solidaire    | 3 531          | 13 %   | -     |
|                                                                                               | Patrick Watson            | Libéral             | 1 419          | 5,2 %  | -     |
|                                                                                               | Michel Lacasse            | Citoyens au pouvoir | 323            | 1,2 %  | -     |
|                                                                                               | Richard Evanko            | Conservateur        | 271            | 1 %    | -     |
| Total                                                                                         | Total                     | Total               | 27 168         | 100 %  |       |
| Le taux de participation lors de l'élection était de 66,2 % et 580 bulletins ont été rejetés. |                           |                     |                |        |       |